# ゲルハルト・シュトルテンベルク

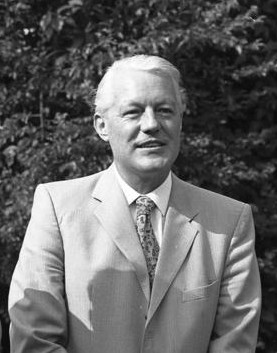
ゲルハルト・シュトルテンベルク

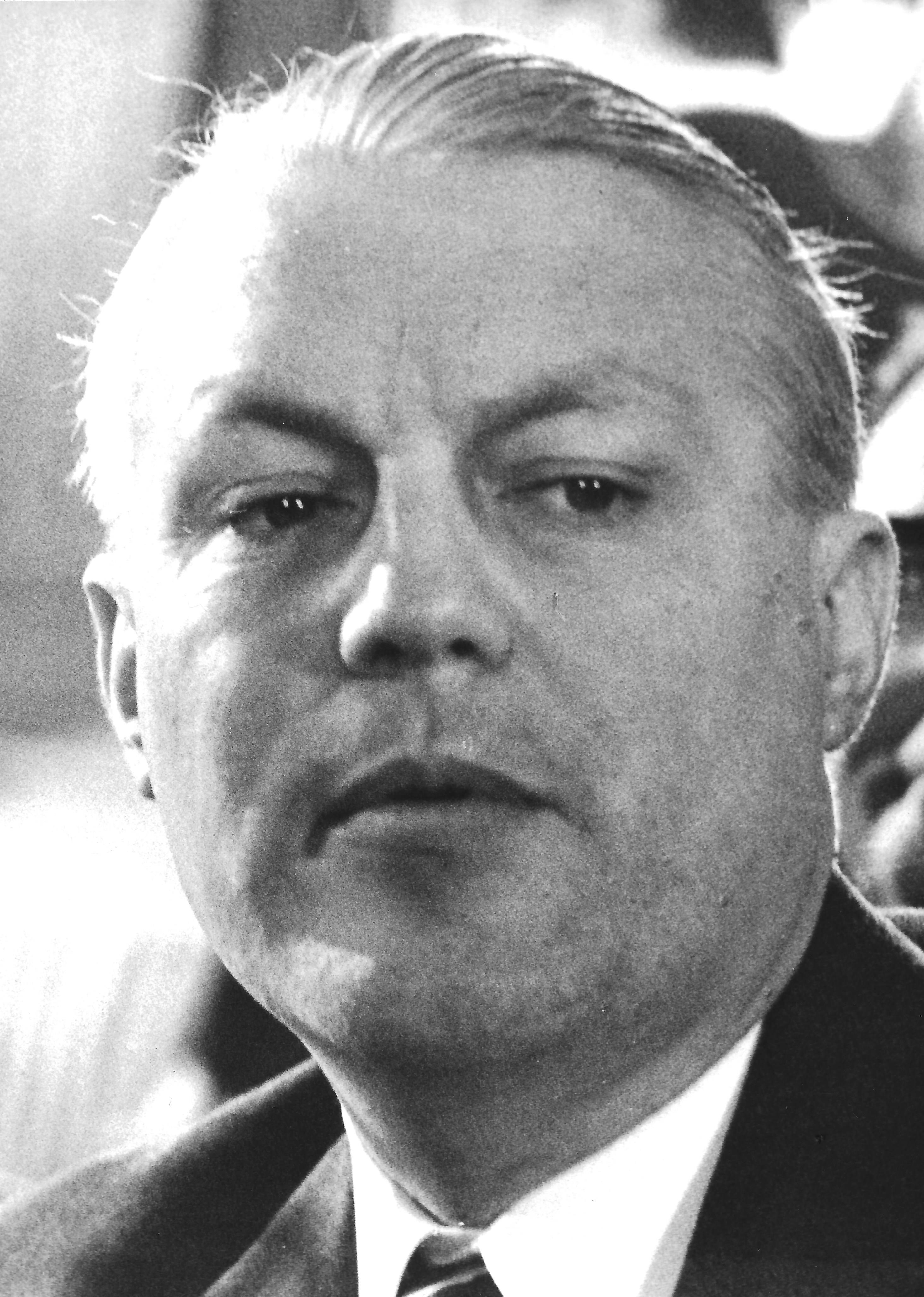
ゲルハルト・シュトルテンベルク（1971年）

ゲルハルト・シュトルテンベルク（Gerhard Stoltenberg、1928年9月29日 - 2001年11月23日）は、ドイツの政治家。キリスト教民主同盟（CDU）所属。教育科学大臣、シュレースヴィヒ＝ホルシュタイン州首相、国防大臣、財務大臣を歴任した。州首相在任中の1977年から1年間連邦参議院議長も務めている。

## 経歴
キール生まれ。第二次世界大戦中の1944年に徴兵されドイツ国防軍に入営、捕虜となる。終戦後の1949年にアビトゥーアに合格してキール大学で哲学・社会学・歴史学を学び、1954年にドイツ帝国議会についての論文で博士号を取得。キール大学で助手となり、1962年に教授資格を取得後は同大学で講師となる。1965年および1969‐1970年にはエッセンでクルップ社の支社長を務めた。宗派はプロテスタント。妻との間に二児がある。
1947年にドイツキリスト教民主同盟（CDU）に入党。1954年、シュレースヴィヒ＝ホルシュタイン州議会議員に初当選。同時に州議会の青少年問題委員会副委員長。1955年、CDUの青年団組織Junge Unionの全国代表に就任（‐1961年）、およびシュレースヴィヒ＝ホルシュタイン州のCDU副代表に就任。1957年、ドイツ連邦議会選挙に出馬して初当選。1965年の連邦議会選挙後、ルートヴィヒ・エアハルト内閣に科学研究相として初入閣。大連立のクルト・ゲオルク・キージンガー内閣でも留任したが、1969年の連邦議会選挙後に内閣は退陣してCDUは下野した。同年、CDU連邦議会議員団副団長。
1971年、州首相候補としてシュレースヴィヒ＝ホルシュタイン州議会選挙に出馬、勝利して州首相に就任した。同時にシュレースヴィヒ＝ホルシュタイン州の党代表に就任。1973年、ドイツ連邦共和国功労勲章大功労十字星大綬章を受章。州首相在任中の1977年から1年間、持ち回り順により連邦参議院議長を務める。1982年にヘルムート・コール内閣が成立すると、連邦財務相として招聘され、州首相・州議会議員を辞した。1983年総選挙でドイツ連邦議会に復帰。後任の州首相となったウーヴェ・バルシェルとの間でCDU州代表の座をめぐり対立したが、結局1989年にその座を譲った。同年、第三次コール内閣の再編により国防相に異動。1992年、クルド人ゲリラを掃討するトルコ軍にドイツが戦車を供与していたことが問題視され、3月21日に国防相を引責辞任した。
1998年を最後に連邦議会から去り、政界を引退した。1996年から半官のオットー・フォン・ビスマルク財団の評議会議長を務めた。ボン近郊の保養地バート・ゴーデスベルクで死去した。

## 文献
- Hanns Ulrich Pusch, Gerhard Stoltenberg: Ein Porträt. Lutzeyer, Freudenstadt 1971.
- Wolfgang Börnsen, Fels oder Brandung? Gerhard Stoltenberg - der verkannte Visionär. Siegler, Sankt Augustin 2004, ISBN 978-3877486443
- Bernhard Vogel (Herausgeber), Gerhard Stoltenberg: Ein großer Politiker und sein Vermächtnis. Konrad-Adenauer-Stiftung, 2002, ISBN 3933714710